# Adriana Lima
Adriana Lima (født 12. juni 1981) er en brasiliansk model.

## Biografi og karriere
Lima's far forlod hendes familie, da hun var 6 måneder gammel. Adriana og hendes far har i dag ingen kontakt. Da Adriana Lima var 13 år gammel blev hun opdaget som fotomodel. Det skete da hun en dag var med sine venner i indkøbscenteret. Da hun blev 15 tilmeldte hun sig til Brasiliens Ford supermodel, hvor hun vandt førstepræmien. Derefter deltog hun i World's Supermodel, hvor hun fik en andenplads. Efter nogen tid, rejste hun til New York City, hvor hun bor den dag i dag. Mange tøjbrands fx Valentino, opsøgte hende og ønskede hende med på catwalks og hendes internationale kendisstatus steg hurtigt. I dag kendes hun bedst fra Maybeeline New York og det verdenskendte undertøjsmærke Victoria's Secret.

## Personlig liv
Adriana Lima udtalte til et modemagasin at hun var meget genert over for drenge og at hun var jomfru til at hun blev gift. Hun mener at sex bør vente til efter ægteskabet. Hun mener at de mænd, der påstår at de elsker hende, men ikke respekterer dette, ikke mener hvad de siger. Hun har også en Myspace-side som hedder : "angeladriana". Hun er i et forhold med Marko Jarić, og fik datteren, Valentina Lima Jarić, den 15. november 2009. Hendes anden datter, Sienna Lima Jarić, blev født den 12. september 2012.